# Județul Borsod-Abaúj-Zemplén
Borsod-Abaúj-Zemplén este un județ din nord-estul Ungariei.

## Subdiviziuni administrative

### Municipii
- Miskolc - reședință de județ

### Orașe
(ordonate după populație, conform recensământului din 2001)
| Ózd (39.114)             |  | Mezőcsát (6578)     |
| Kazincbarcika (32.934)   |  | Szikszó (6062)      |
| Sátoraljaújhely (18.352) |  | Emőd (5471)         |
| Mezőkövesd (17.995)      |  | Tokaj (5155)        |
| Tiszaújváros (17.581)    |  | Nyékládháza (5021)  |
| Sárospatak (14.718)      |  | Szendrő (4355)      |
| Sajószentpéter (13.343)  |  | Borsodnádasd (3605) |
| Edelény (11.220)         |  | Abaújszántó (3422)  |
| Szerencs (10.213)        |  | Cigánd (3299)       |
| Putnok (7625)            |  | Gönc (2254)         |
| Felsőzsolca (7157)       |  | Pálháza (1114)      |
| Encs (7000)              |  |                     |

### Sate
| - Abaújalpár - Abaújkér - Abaújlak - Abaújszolnok - Abaújvár - Abod - Aggtelek - Alacska - Alsóberecki - Alsódobsza - Alsógagy - Alsóregmec - Alsószuha - Alsótelekes - Alsóvadász - Alsózsolca - Arka - Arló - Arnót - Aszaló - Ároktő - Baktakék - Balajt - Baskó - Bánhorváti - Bánréve - Becskeháza - Bekecs - Berente - Beret - Berzék - Bodroghalom - Bodrogkeresztúr - Bodrogkisfalud - Bodrogolaszi - Bogács - Boldogkőújfalu - Boldogkőváralja - Boldva - Borsodbóta - Borsodgeszt - Borsodivánka - Borsodszentgyörgy - Borsodszirák - Bódvalenke - Bódvarákó - Bódvaszilas - Bózsva - Bőcs - Bükkaranyos - Bükkábrány - Bükkmogyorósd - Bükkszentkereszt - Bükkzsérc - Büttös - Csenyéte | - Cserépfalu - Cserépváralja - Csernely - Csincse - Csobaj - Csobád - Csokvaomány - Damak - Dámóc - Debréte - Detek - Dédestapolcsány - Domaháza - Dövény - Dubicsány - Egerlövő - Erdőbénye - Erdőhorváti - Égerszög - Fancsal - Farkaslyuk - Fáj - Felsőberecki - Felsődobsza - Felsőgagy - Felsőkelecsény - Felsőnyárád - Felsőregmec - Felsőtelekes - Felsővadász - Filkeháza - Fony - Forró - Fulókércs - Füzér - Füzérkajata - Füzérkomlós - Füzérradvány - Gadna - Gagyapáti - Gagybátor - Gagyvendégi - Galvács - Garadna - Gelej - Gesztely - Girincs - Golop - Gömörszőlős - Göncruszka - Györgytarló - Halmaj - Hangács - Hangony - Harsány - Háromhuta | - Hegymeg - Hejce - Hejőbába - Hejőkeresztúr - Hejőkürt - Hejőpapi - Hejőszalonta - Hercegkút - Hernádbűd - Hernádcéce - Hernádkak - Hernádkércs - Hernádnémeti - Hernádpetri - Hernádszentandrás - Hernádszurdok - Hernádvécse - Hét - Hidasnémeti - Hídvégardó - Hollóháza - Homrogd - Igrici - Imola - Ináncs - Irota - Izsófalva - Jákfalva - Járdánháza - Jósvafő - Karcsa - Karos - Kács - Kánó - Kány - Kázsmárk - Kelemér - Kenézlő - Keresztéte - Kesznyéten - Kéked - Királd - Kiscsécs - Kisgyőr - Kishuta - Kiskinizs - Kisrozvágy - Kissikátor - Kistokaj - Komjáti - Komlóska - Kondó - Korlát - Kovácsvágás - Köröm - Krasznokvajda | - Kupa - Kurityán - Lak - Lácacséke - Ládbesenyő - Legyesbénye - Léh - Lénárddaróc - Litka - Makkoshotyka - Martonyi - Mád - Mályi - Mályinka - Megyaszó - Meszes - Mezőkeresztes - Mezőnagymihály - Mezőnyárád - Mezőzombor - Méra - Mikóháza - Mogyoróska - Monaj - Monok - Muhi - Múcsony - Nagybarca - Nagycsécs - Nagyhuta - Nagykinizs - Nagyrozvágy - Nekézseny - Nemesbikk - Négyes - Novajidrány - Nyésta - Nyíri - Nyomár - Olaszliszka - Onga - Ormosbánya - Oszlár - Ónod - Pamlény - Parasznya - Pácin - Pányok - Pere - Perecse - Perkupa - Prügy - Pusztafalu - Pusztaradvány - Radostyán - Ragály | - Rakaca - Rakacaszend - Rásonysápberencs - Rátka - Regéc - Répáshuta - Révleányvár - Ricse - Rudabánya - Rudolftelep - Sajóbábony - Sajóecseg - Sajógalgóc - Sajóhídvég - Sajóivánka - Sajókaza - Sajókápolna - Sajókeresztúr - Sajólád - Sajólászlófalva - Sajómercse - Sajónémeti - Sajóörös - Sajópálfala - Sajópetri - Sajópüspöki - Sajósenye - Sajószöged - Sajóvámos - Sajóvelezd - Sály - Sárazsadány - Sáta - Selyeb - Semjén - Serényfalva - Sima - Sóstófalva - Szakácsi - Szakáld - Szalaszend - Szalonna - Szászfa - Szegi - Szegilong - Szemere - Szendrőlád - Szentistván - Szentistvánbaksa - Szin - Szinpetri - Szirmabesenyő - Szomolya - Szögliget - Szőlősardó - Szuhafő | - Szuhakálló - Szuhogy - Taktabáj - Taktaharkány - Taktakenéz - Taktaszada - Tarcal - Tard - Tállya - Telkibánya - Teresztenye - Tibolddaróc - Tiszabábolna - Tiszacsermely - Tiszadorogma - Tiszakeszi - Tiszaladány - Tiszalúc - Tiszapalkonya - Tiszatardos - Tiszatarján - Tiszavalk - Tolcsva - Tomor - Tornabarakony - Tornakápolna - Tornanádaska - Tornaszentandrás - Tornaszentjakab - Tornyosnémeti - Trizs - Sárazsadány - Uppony - Újcsanálos - Vadna - Vajdácska - Varbó - Varbóc - Vatta - Vágáshuta - Vámosújfalu - Vilmány - Vilyvitány - Viss - Viszló - Vizsoly - Zalkod - Zádorfalva - Zemplénagárd - Ziliz - Zubogy - Zsujta |